# Fosfatidilcolina desaturasi
La fosfatidilcolina desaturasi è un enzima appartenente alla classe delle ossidoreduttasi, che catalizza la seguente reazione:
1-acil-2-oleoil-sn-glicero-3-fosfocolina + NAD+ ⇄ 1-acyl-2-linoleoil-sn-glicero-3-fosfocolina + NADH + H+
L'enzima desatura anche la fosfatidilcolina contenente il gruppo oleoil sull'ossigeno in posizione 2 del glicerolo.